# Rodan (película)
Rodan (en Japón: 空の大怪獣ラドン, Sora no Daikaijū Radon, literalmente: Rodan, el gran monstruo del cielo; en España: Los hijos del volcán, en México: Rodan; en Estados Unidos: Rodan! The Flying Monster!) es una película de fantasía y ciencia ficción de 1956 dirigida por Ishirō Honda.
Es la primera película donde aparece el kaiju eiga, que presenta a los monstruos como una amenaza individual al menos en su primera parte, desarrollada alrededor de unas minas infestadas de extraños insectos mutantes. Es también la primera película donde aparecen los Meganulon, una especie de insectos gigantes prehistóricos.
Se trata de una de las mejores películas de Ishirō Honda fuera de la saga Godzilla.

## Argumento
En una aldea minera llamada Kitamatsu, situada en la isla Kyushu desaparecen dos mineros (llamados Goro y Yoshi). Shigeru Kawamura, un ingeniero de túneles y seguridad lleva a cabo una investigación al respecto. En la mina halla el cuerpo de Yoshi. Tras investigar el cuerpo los doctores descubren la causa de la muerte, que es una serie de cortes profundos hechos con un objeto anormalmente afilado. Algunos mineros creen que en la muerte esta involucrado Goro, el otro minero desaparecido. Shigeru se siente personalmente afectado por la muerte de Yoshi, ya que la hermana de Yoshi es su prometida (se llama Kiyo).
Un grupo de dos mineros y un policía van a la mina (previamente inundada) a investigar el caso. Tras entrar en los túneles de la mina son asesinados por alguien/algo invisible. Tras hallar y examinar sus cuerpos, los doctores anuncian que la causa de su muerte es la misma que la de la muerte de Yoshi.
El asesino es una larva gigante, que vivía en la mina. Sale y ataca al ingeniero y su prometida (pero sobreviven). Mata a unos oficiales y huye a la mina.
Shigeru decide confrontarse con la bestia y acompañado por unos policías va a la mina. Allí encuentran a Goro (muerto). Al acercarse al cuerpo les ataca de nuevo el insecto gigante. Tras matar al monstruo, sale otro más. No lo pueden matar, pero ocurre un terremoto y el insecto muere. Ahora el grupo se encuentra atrapado en la mina.
El día siguiente la policía investiga lo ocurrido. El doctor Kashiwagi identifica el atacante como un Meganulon, una especie antigua de libélulas que vivían hace millones de años. Luego ocurren más terremotos, se empieza a creer que el Monte Aso puede en poco tiempo entrar en erupción. Todos se sienten desesperados, sin embargo tratan de hacer todo lo posible para salir de esto.
Unas millas más lejos del pueblo, en una base aérea recibe una alerta de parte de uno de sus aviones. El piloto observa un objeto volador haciendo unas maniobras increíbles a la velocidad supersónica. Decide seguirlo, pero el objeto de repente cambia de curso, se dirige rectamente hacia el avión y lo destruye. Pronto en los alrededores empiezan circular los rumores sobre los OVNI y las pruebas de nuevas armas en la base militar. Además, una pareja recientemente casada al tomarse las fotos de boda, capta en una foto un pteranodonte, un reptil prehistórico que debió de extinguir hace millones de años.
Mientras tanto, la investigación de Shigeru está avanzando muy lentamente, pero nadie se da por vencido. Descubren un huevo gigante en la mina. De repente, el huevo comienza a eclosionar. Sale de él una criatura gigante, con alas, con un pico afilado y una cabeza parecida a la de un ave de rapiña. Shigeru observa con terror como la cría gigante empieza a comerse el Meganulon. Los insectos que anteriormente han matado a sus compañeros, ahora se ven como un aperitivo para el nuevo monstruo.
En la superficie, en el laboratorio logran descubrir la edad verdadera del huevo: 200 millones de años. Convoca una reunión con los habitantes del pueblo acompañados por las Fuerzas de Autodefensa de Japón para comunicarles sus hallazgos. Les dice que el “OVNI” visto antes es nada más y nada menos que un pteranodonte, que bautizó con el nombre Rodan (en japonés: ラドン, Radon).
Poco después Rodan emerge desde bajo la tierra cerca del Monte Aso. Se está dirigiendo hacia Kyushu, seguido por las FADJ. Lo persiguen volando sobre la ciudad, finalmente obligándolo a acercarse al río. La velocidad del reptil baja. De repente, las tropas reciben la información, que existe un otro Rodan, que ahora está destruyendo a la ciudad, arruinando los edificios y poniéndolos en llamas. Tras devastar la ciudad los dos monstruos salen volando.
Las FADJ formulan un plan de ataque contra los monstruos. Tras ubicar su nido deciden bombardear la entrada a la cueva/mina enterrando a los Rodan vivos. Un ciudadano están en contra del plan temiendo que pueden provocar la erupción del volcán Aso, y así la aldea Kitamatsu podría ser destruida por la lava. El comandante está de acuerdo con él, sin embargo insiste en llevar a cabo su plan, queriendo evitar la huida de los Rodan. Unos ciudadanos, entre ellos Kiyo y Shigeru siguen negándose a evacuarse de la aldea.
Pero finalmente salen de la zona a un sitio seguro. El ataque del ejército comienza. Pronto, el volcán entra en erupción escupiendo la lava y las rocas hacia el cielo. Los Rodan emergen, pero uno de ellos cae a la lava, empieza a quemarse. La gente del pueblo observa como el otro Rodan se una a su pareja moribunda. Tras morir las bestias la aldea está a salvo de nuevo.

## Reparto
| Actor            | Personaje                             |
| ---------------- | ------------------------------------- |
| Kenji Sawara     | Ingeniero Shigeru Kawamura            |
| Yumi Shirikawa   | Kiyo, prometida de Shigeru            |
| Akihiko Hirata   | Profesor biólogo Kyouichiro Kashiwagi |
| Akio Kobori      | Jefe de policía Nishimura             |
| Yasuko Nakata    | Novia                                 |
| Minosuke Yamada  | Jefe del consejo Osaki                |
| Yoshifumi Tajima | Izeki, reportero de Seibu Nippou      |
| Kiyoharu Onaka   | Amigo de Sunagawa                     |
| Haruo Nakajima   | Radon                                 |
| Shôichi Hirose   | Piloto de F-86F                       |
| Ichirô Chiba     | Jefe de la comisaría                  |
| Mike Daneen      | Soldado americano                     |
| Tazue Ichimanji  | Haru, vecino de Kiyo                  |
| Saburo Iketani   | Persona que lee las noticias          |
| Saburô Kadowaki  | Colega de Sunagawa                    |
| Tateo Kawasaki   | Minero Tsunesan                       |
| Kanta Kisaragi   | Minero Suteyan                        |

## Producción

### Guion
El guion es inspirado por el incidente en Kentucky en 1948, cuando el capitán Thomas F. Mantell, un piloto de Kentucky Air National Guard, murió en un accidente persiguiendo a un OVNI. La historia original la escribió Ken Kuronuma.

### Rodaje
Durante el rodaje de la escena cuando un Rodan sobrevuela la ciudad, él cae desde una altura de 25 pies, pero las alas y el agua amortizaron el impacto.

### Diseño de criaturas
En muchos pósteres promocionales el Rodan parecía muy diferente del Rodan de la película. Se asemejaba más a la familia de los Azhdarchidae que a la Pterodactylus. El Rodan emite desde su boca una especie de gas como un arma. Esto podría ser una respuesta a la fama del aliento atómico de Godzilla.

## Recepción
En 79 cines de Nueva York la película recaudó entre unos 450 000 y 500 000 dólares.

### Influencia
- Los insectos gigantes volverán a aparecer en la película Godzilla tai Megaguirus: G Shōmetsu Sakusen.
- En It de Stephen King, un chico llamado Mike es obsesionado por la imagen de Rodan.